# Trochogyra
Trochogyra é um género de gastrópode  da família Charopidae.
Este género contém as seguintes espécies:
- Trochogyra leptotera